# Bromato de sodio
El bromato de sodio (fórmula molecular NaBrO3) es una sal que contiene los iones bromato y sodio. Es un oxidante fuerte, por lo que posee cierta toxicidad.

## Usos
Se usa principalmente en procesos de coloración en continuo o por lotes en los que intervienen tintas de azufre o en cuba, y como permanente para el pelo, agente químico, o disolvente de oro en minería, cuando se emplea junto con bromuro sódico.
Estaba permitido su uso como aditivo o mejorante en la fabricación del pan pero está siendo prohibido para tal fin. Así, fue prohibido su uso en Argentina en 1977, y en la República Dominicana se redactó la orden Nordom 67, que indica que "no se permitirá el uso de bromato de sodio en la fabricación de pan y panes especiales ni el uso de mejorantes que contengan bromato de sodio”

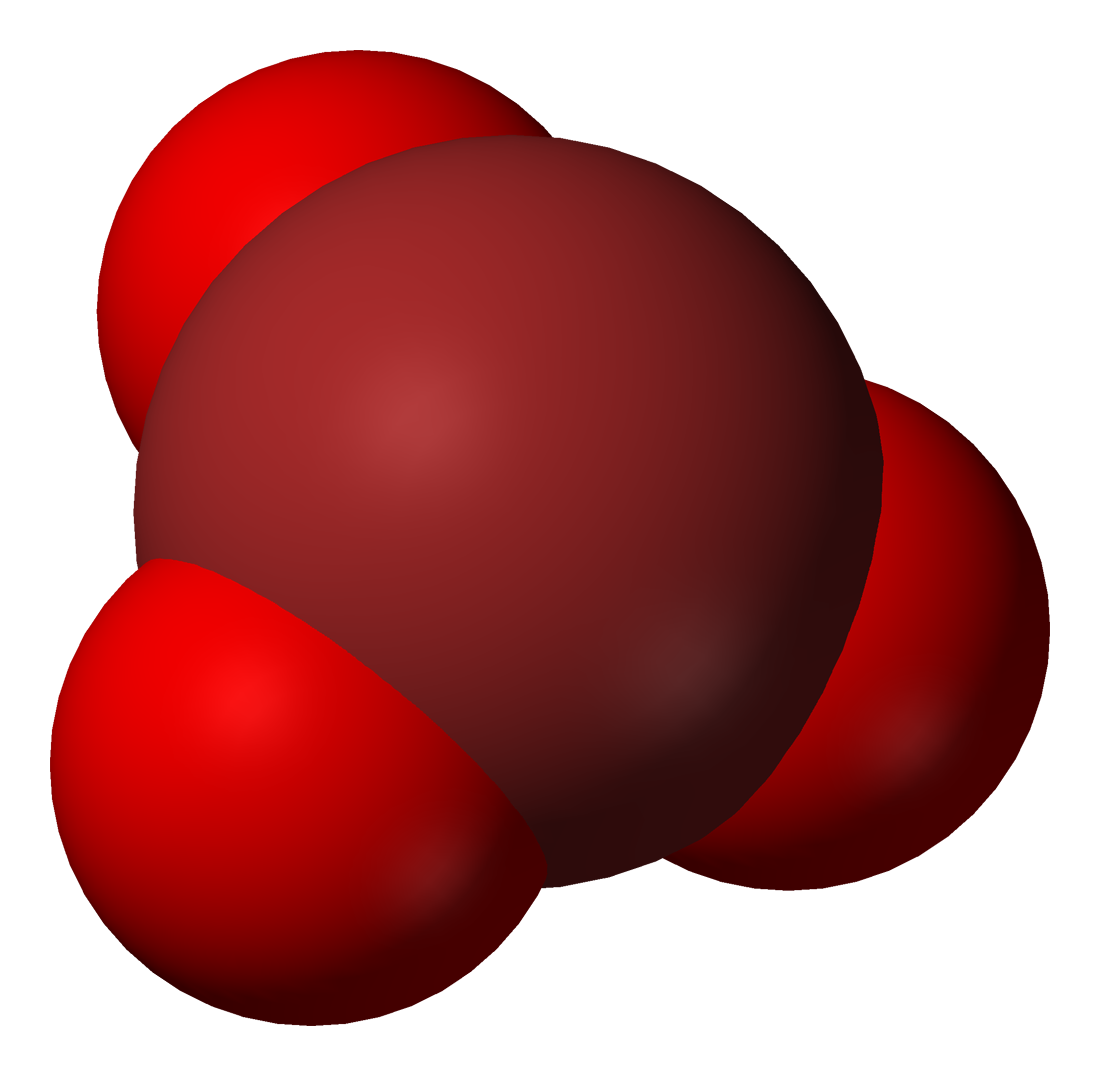
Estructura del ion bromato, BrO_{3}^{-}. (Modelo de bolas 3D).

Y el Bromuro de sodio es un tóxico, compuesto blanco, cristalino de sodio, libre de impurezas extrañas. Bromuro de sodio es completamente soluble en agua y parcialmente soluble en alcohol. Bromuro de sodio absorbe la humedad de su entorno. Bromuro de sodio tiene una solución salina y un sabor amargo. Bromuro de sodio se funde a 758oC. Bromuro de sodio se asemeja mucho al cloruro de sodio.

## Métodos analíticos
Los bromatos se puede identificar y cuantificar por titulación iodométrica y por cromatografía líquida de alto rendimiento. Los límites de detección van de 0,05 a 1 mg/litro. La separación cromatográfica con posterior detección por conductimetría tiene un límite de detección de 5 μg/litro (según el método de la EPA de Estados Unidos). Las concentraciones de bromuro en sangre o suero pueden ser determinadas por espectrometría.

## Episodios de contaminación y toxicidad
La presencia de bromatos en productos de tratamiento del cabello es fuente de intoxicaciones accidentales en niños. Produce irritación gástrica, vómitos, diarrea, fallo renal y sordera.
El 12 de enero de 2010, un contenedor de 40 pies para transporte por barco lleno de esta sustancia se perdió por la borda y presumiblemente se hundió, durante una tormenta en el mar, a 20 millas de la costa de Co.Waterford, Irlanda.